# Molophilus vafer
Molophilus vafer là một loài ruồi trong họ Limoniidae. Chúng phân bố ở miền Cổ bắc.